# Oliver Bearman
Oliver James Bearman (n. 8 mai 2005, Chelmsford, Anglia, Regatul Unit) este un pilot de curse britanic care concurează în prezent în Campionatul Mondial de Formula 1 pentru Haas. Fiind membru al Academiei de Piloți Ferrari⁠(d) din 2022, precum și pilot de rezervă atât pentru Scuderia Ferrari, cât și pentru Haas în 2024, el și-a făcut debutul în Formula 1 pentru Ferrari în Marele Premiu al Arabiei Saudite din 2024, înlocuindu-l pe Carlos Sainz Jr., înainte de a semna un contract cu Haas patru luni mai târziu pentru a-și face debutul în întregul sezon în 2025, cu o înțelegere pe mai mulți ani.
Înainte de a-și începe cariera de curse, a lucrat ca recepționer pentru compania de asigurări a tatălui său.

## Statistici în Formula 1
| Sezon | Echipă (curse)            | Puncte | Poz. |
| ----- | ------------------------- | ------ | ---- |
| 2024  | Ferrari (o cursă)         | 7      | 18   |
| 2024  | Haas-Ferrari (două curse) | 7      | 18   |